# フェラーリ・F2003-GA
フェラーリF2003-GA (Ferrari F2003-GA) は、スクーデリア・フェラーリが2003年のF1世界選手権参戦用に開発したフォーミュラ1カー。2003年の第5戦から、最終戦まで実戦投入された（2003年序盤はF2002B）。フェラーリとしてのコードナンバーは654。車名の"GA"は、同年1月に亡くなった元フィアット会長のジャンニ・アニェッリのイニシャルにちなんでいる。

## 開発の方針
2002年シーズンにおいて、17戦15勝という大勝で終えたフェラーリはさらに進歩を遂げるため、アグレッシブな改良を加えたF2003-GAを開発した。
前作のF2002と比較すると、フロントノーズのデザインはさほど変わらないが、サイドボディの絞り込みが目立つ。サイドポンツーンは下側を深くえぐりこみ、全体的に丸みを帯びた形状になった。内蔵ラジエーターは左右非対称で、左には水冷式、右には水冷式と油冷式が配置されている（エアインテークは右の方が小さい）。サイドポンツーン上側面には放熱用のルーバーが刻み込まれた。ギアボックスも細身に設計されており、空力的なメリットを生む「リアエンドのコンパクト化」というトレンドを作ることになった。
機構面では新しい試みとして、リヤサスペンションにザックス製のロータリー（回転式）ダンパーを採用し、省スペース化を図った。これはF2004以降も採用されている。ギヤボックス周辺をスリムにした影響でリヤサスペンションアームの一部をエンジンブロックに直接マウントする方式をとった。これはF2005まで採用された。
マシンの特性は極端なエアログリップ重視型で、サスセッティング、路面状況、タイヤ摩耗などでハンドリングが大きく変わるピーキーなものだった。また、予選1アタック方式やパルクフェルメルールの導入といったレギュレーションの変更、ミシュランタイヤを履くライバルの躍進といった要素もマイナスに作用した。
また、F300以来続いた白いロゴタイプに加え、黒いロゴタイプ（マールボロ）の部分にも立体的な3D処理がかかるようになった。

## 2003年シーズン

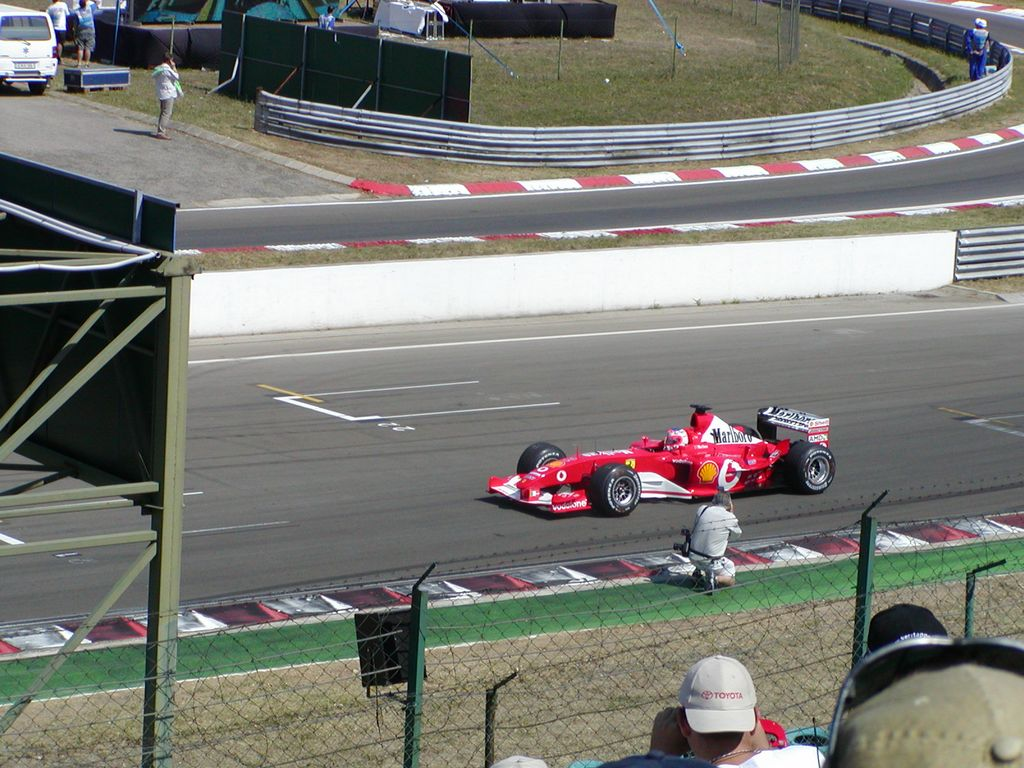
ハンガリーGPのスターティンググリッドに向かうF2003-GA。ドライバーはルーベンス・バリチェロ。

エンジンにマウントしたカーボン製サスアームが破断するというトラブルに対策を施すため、フェラーリは開幕3戦を旧モデルの改良型 (F2002B) で戦い、ヨーロッパラウンド初戦の第4戦サンマリノGPよりF2003-GAを投入する予定だった。さらに十分なテスト走行をこなすため、投入は第5戦スペインGPからとなった。
フェラーリとミハエル・シューマッハとっては苦戦の王座防衛となった。スペインGPでデビューウィンを飾り、第6戦オーストリアGPでは燃料再給油の際ガソリンに引火したが、勝利を逃さなかった。しかし、夏以降はスランプに陥り、第13戦ハンガリーGPでは優勝したフェルナンド・アロンソ（ルノー）に周回遅れにされた。この結果を重く見たチームはイタリアGP前に同レースが行われるモンツァ・サーキットでテストを行い、徹底的にマシンを改良した。テストはブリヂストンがこのテストのためだけに2000本のタイヤを用意するほど大規模なもので合計666周を走った。そして迎えたイタリアGPでシューマッハは優勝。ドライバーズチャンピオン争いは接戦となったが、結果的にルーベンス・バリチェロの挙げた2勝がライバル達の高得点を阻止し、シューマッハの4連覇をアシストする形となった。
なお、第14戦イタリアGPで優勝したシューマッハは、平均速度247.585km/hを記録した。これは1971年イタリアGPのピーター・ゲシンの平均速度 (242.616km/h) を更新するF1歴代最速記録となった。
F2003-GAは結果としてチャンピオンマシンとはなったものの、内容は前後2年と比べて大きく見劣りし、ドライバー、エンジニアともに手を焼いていた。しかし、F2003-GAのコンセプトを真似た翌年の他チームがこの欠点まで引き継いだことで、F2004独走の伏線ともなった。

## スペック

### シャーシ
- シャーシ名 F2003-GA (654)
- 全長 4,545 mm
- 全幅 1,796 mm
- 全高 959 mm
- ホイールベース 3,164 mm
- 前トレッド 1,450 mm
- 後トレッド 1,405 mm
- クラッチ ザックス・AP
- ブレーキキャリパー ブレンボ
- ブレーキディスク・パッド ブレンボ・カーボンインダストリー
- ホイール BBS
- タイヤ ブリヂストン
- ギアボックス 7速＋リバース1速セミオートマチック/チタン製ケーシング
- 重量 605kg

### エンジン
- エンジン名 Tipo052
- 気筒数・角度 V型10気筒・90度
- 排気量 2,997cc
- スパークプラグ NGK
- 燃料・潤滑油 シェル

## 結果
| 年   | No. | ドライバー             | 1   | 2   | 3   | 4   | 5   | 6   | 7   | 8   | 9   | 10  | 11  | 12  | 13  | 14  | 15  | 16  | ポイント | ランキング |
| 年   | No. | ドライバー             | AUS | MAL | BRA | SMR | ESP | AUT | MON | CAN | EUR | FRA | GBR | GER | HUN | ITA | USA | JPN | ポイント | ランキング |
| ---- | --- | ---------------------- | --- | --- | --- | --- | --- | --- | --- | --- | --- | --- | --- | --- | --- | --- | --- | --- | -------- | ---------- |
| 2003 | 1   | ミハエル・シューマッハ |     |     |     |     | 1   | 1   | 3   | 1   | 5   | 3   | 4   | 7   | 8   | 1   | 1   | 8   | 158      | 1位        |
| 2003 | 2   | ルーベンス・バリチェロ |     |     |     |     | 3   | 3   | 8   | 5   | 3   | 7   | 1   | Ret | Ret | 3   | Ret | 1   | 158      | 1位        |

太字はポールポジション、斜字はファステストラップ。
- ドライバーズランキング
  - ミハエル・シューマッハ 1位
  - ルーベンス・バリチェロ 4位

## その他
2015年11月29日に大阪府で開催された御堂筋オータムパーティーにて、フェラーリのF1カーが御堂筋をデモランするイベントでこのF2003-GAが使用された。ドライバーは大阪府出身の中野信治が担当した。また、2018年10月28日に大阪万博記念公園で開催された大阪万博記念公園サーキット2018でもデモンストレーションラン車両として同じく中野信治が走行を担当した。
シャーシナンバー229の個体は、2022年11月にスイスで行われたオークションで約22億円で落札された。